# انایا
انایا (به اسپانیایی: Anaya) یک شهرستان در اسپانیا است که در سگبیا واقع شده‌است.